# Проміжні програмні засоби
Проміжні́ програ́мні за́соби (також Сполучні́ програ́мні за́соби) англ. middleware — це програмні засоби, що пов'язують програмні компоненти або прикладні програми. 
Програмні засоби складаються з набору послуг, що дозволяють декільком процесам, запущених на одній або декількох машинах взаємодіяти через мережу. Ця технологія забезпечує взаємодію при переході до розподілених архітектур, які використовуються найчастіше для підтримки та спрощення складних, розподілених прикладних програм. До проміжних програмних засобів відносять вебсервери, сервери програм та інші аналогічні інструменти, які підтримують розробку та впровадження програм. Проміжні програмні засоби є невід'ємною частиною сучасних інформаційних технологій, заснованих на XML, SOAP, Web Service та сервісно-орієнтованої архітектури.
Такі програмні засоби розташовані між прикладними програмами, що працюють на різних операційних системах. Вони схожі на середній шар трирівневої архітектури, що знаходиться на одній системі, за винятком того, що вона розтягується на кілька систем або програм. Прикладами можуть бути бази даних, телекомунікаційні програмні засоби, монітори транзакцій, а також програмні засоби повідомлень і черг.
Відмінність між системними і проміжними програмними засобами, не дуже чітка. Якщо основна функціональність ядра надається самою операційною системою, то деякі функції, що раніше надавалися лише окремим проміжними програмними засобами тепер інтегровані в операційні системи. Типовим прикладом є стек TCP/IP в телекомунікаціях, який сьогодні включено практично у всі операційні системи.
У технологіях моделювання проміжні програмні засоби за звичай використовуються в контексті HLA, що застосовується в багатьох розподілених моделювання. Це — прошарок програмних засобів, що знаходиться між прикладними програмами і інфраструктурою часу виконання.

## Визначення
ObjectWeb визначає проміжні програмні засоби, як: «Шар програмних засобів, що знаходиться між ОС і прикладними програмами, на кожній стороні розподіленої обчислювальної системи в мережі». 

## Походження
Проміжні програмні засоби є відносно новим застосунком для обчислювальної галузі. Вони здобули популярність в 1980-ті роки як вирішення проблеми поєднання старих успадкованих систем з новими архітектурами, хоча сам термін вживався з 1968 року.  Він також сприяв розподіленим обчисленням, підключення декількох застосунків для створення більших програм, як правило, через мережу.

## Організації
IBM, Red Hat і Oracle є основними постачальниками проміжних програмних засобів. Такі виробники, як SAP AG, TIBCO, Mercator Software, Crossflo, Vitria та webMethods були спеціально створені для забезпечення вебінструменти проміжних програмних засобів. Також існують групи, як Apache Software Foundation і консорціум ObjectWeb, що заохочують розвиток відкритих проміжних програмних засобів.

## Використання проміжних ПЗ
На відміну від операційних системам та мережевих служб, сервіс проміжних ПЗ має більш функціональний прикладний програмний інтерфейс, що надає програмі:
- Прозорий пошук в мережі, дозволяючи взаємодію з іншими програмами або службами
- Бути незалежною від мережевих служб
- Бути завжди надійною і доступною

## Типи проміжних ПЗ
Система класифікації Гурвіца (Hurwitz) організує багато видів проміжних ПЗ. . Ці класифікації, засновані на масштабовності і можливості відновлення:
- Виклик віддалених процедур — клієнт робить виклики процедур, що працюють на віддалених системах. Виклики можуть бути синхронні або асинхронні.
- Проміжне ПЗ побудоване на повідомленнях — повідомлення, відправлені клієнту збираються і зберігаються до тих пір, поки з’явиться можливість їх обробити, клієнт продовжує працювати з іншими даними.
- Брокер об'єктних запитів — цей тип проміжних ПЗ дозволяє програмам передавати об’єкти і запити в об’єктно-орієнтованій системі.
- Доступ даних на базі SQL — проміжне ПЗ між програмами та серверами баз даних.
- Вбудовані проміжні ПЗ — ПЗ та вбудовані програми послуг зв'язку та інтерфейсу інтеграції, що працюють між вбудованими програмами та операційними системами реального часу

Інші джерела містять також такі додаткові класифікації:
- Монітори обробки транзакцій — надає інструменти та середовище для розробки та впровадження розподілених програм [4]
- Сервер програм — програмні засоби, встановлені на комп’ютері для спрощення виконання інший програм.
- Шина корпоративної служби — шар абстрагування поверх корпоративної системи обміну повідомленнями.